# Agustín Pichot

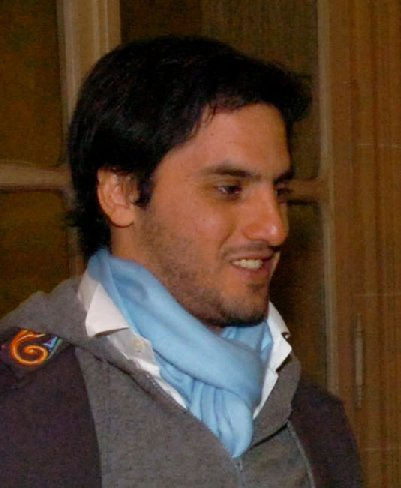
Agustín Pichot

Augustín Pichot (22 de agosto de 1974, Buenos Aires, Argentina) é um  ex jogador argentino de rugby aposentado. Foi capitão da Seleção Argentina de Rugby na campanha da Copa do Mundo de Rugby de 2007.
Começou no Club Atlético de San Isidro (CASI), onde jogava com seus dois irmãos: Joaquín e Enrique. Em 1999, após uma excelente participação no Mundial, Agustín transferiu-se para a Europa para melhorar seu jogo. Foi assim que começou a jogar no clube inglês Bristol, onde logo depois de algumas temporadas se converteu no primeiro estrangeiro capitão de equipe.
Em 2003 foi para o clube francês Stade Français, de Paris. No primeiro ano de contrato jogou junto com outros argentinos como Juan Martín Hernández e Ignacio Corleto, além do ítalo-argentino Diego Domínguez. Agustín venceu o campeonato francês e se consolidou jogador titular.